# James Gillingham
James R. Gillingham (Hamilton, 20 agosto 1981) è un ex cestista canadese.

## Carriera
Con il Canada ha disputato i Campionati americani del 2005.